# Endymion (mythologie)

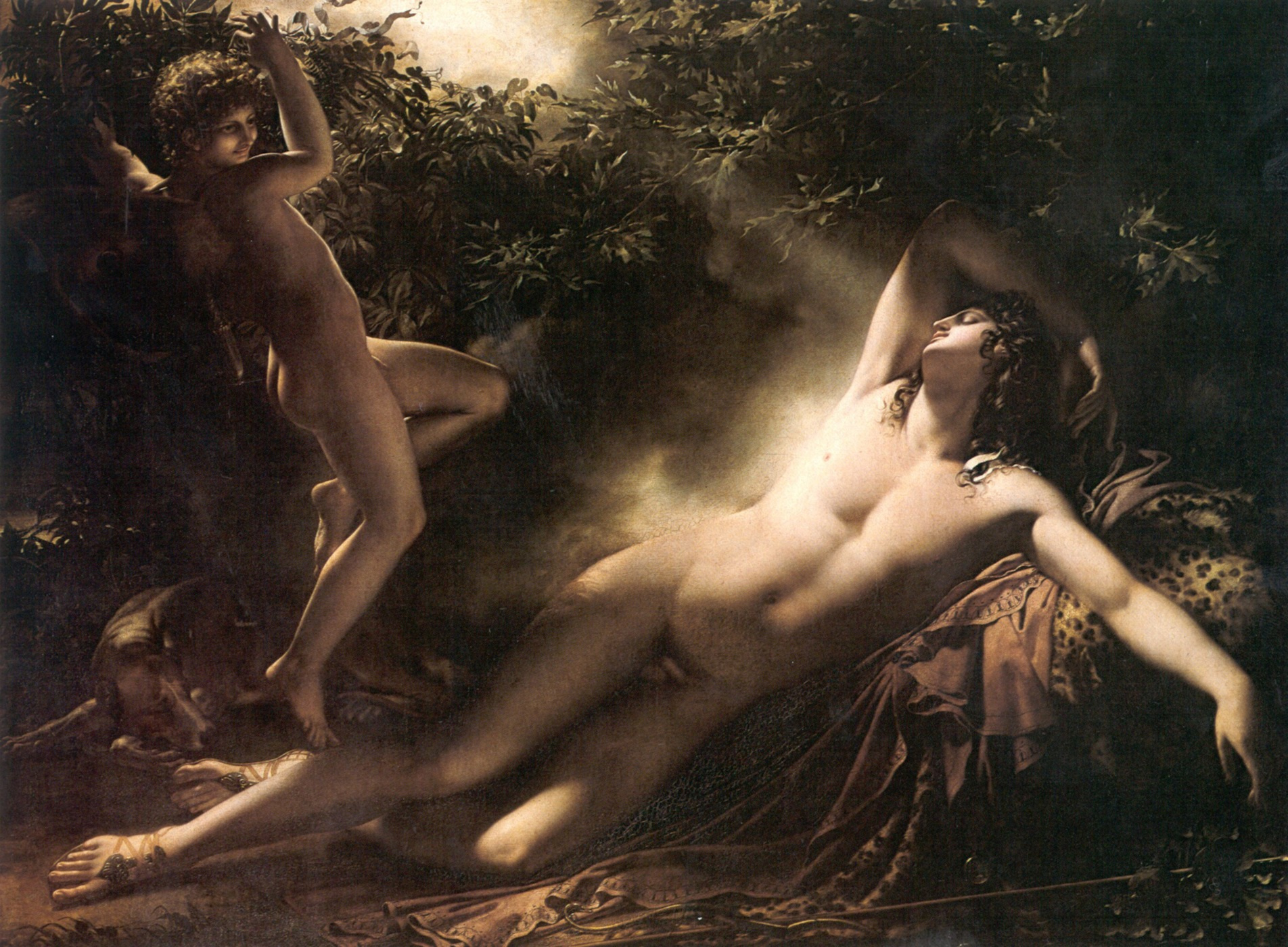
Le Sommeil d'Endymion, Girodet-Trioson (1792).

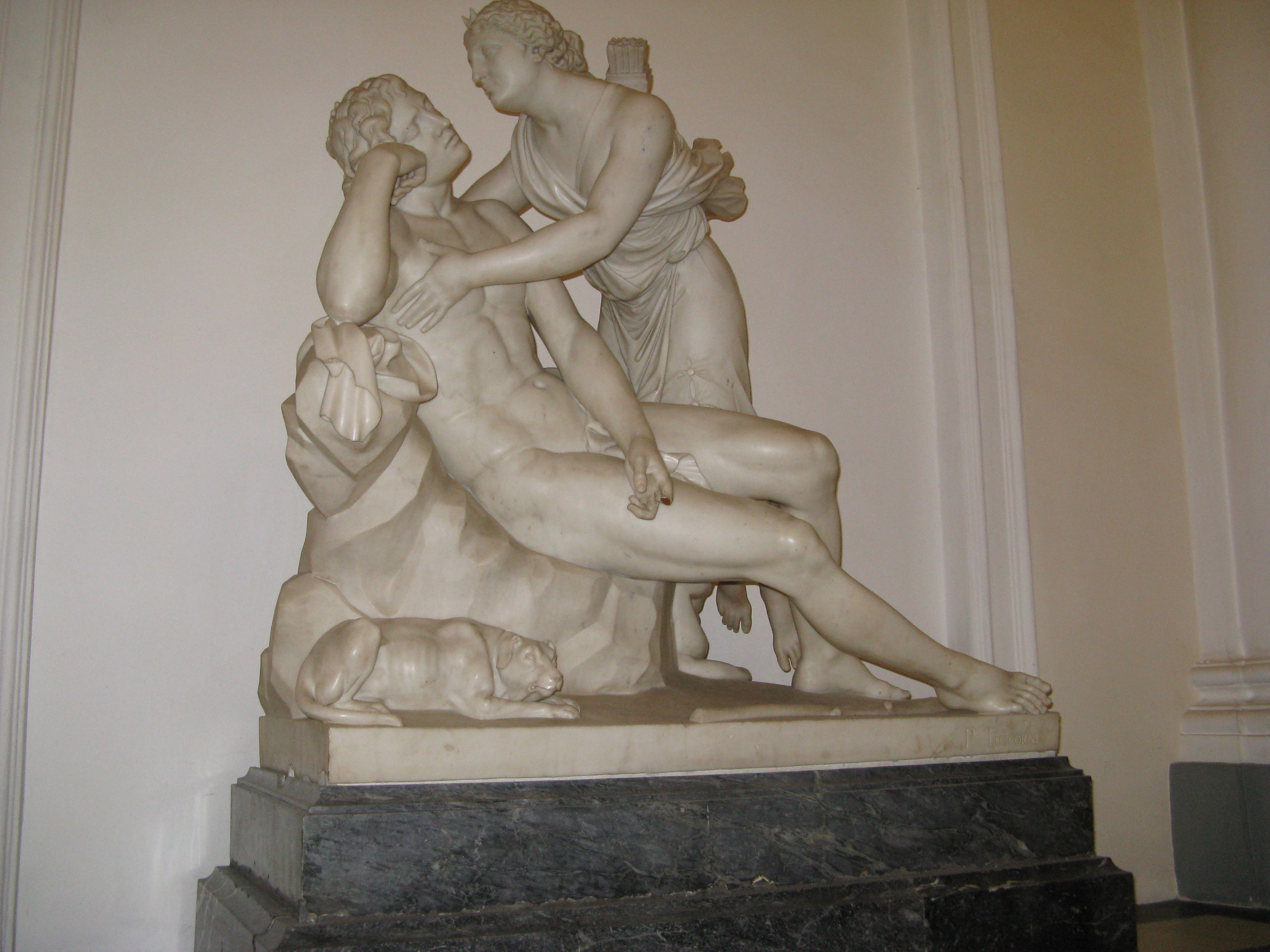
Diana en Endymion, Paolo Andrea Triscorni (1757-1833), Hermitage

Endymion (Oudgrieks Ἐνδυμίων) was een zeer schone jongeling, die de kuise maangodin Selene, of de later met haar geïdentificeerde Artemis, boven alle andere stervelingen uitkoos om hem met zijn liefde gelukkig te maken. Volgens enkelen was hij een zoon van Zeus en leefde hij op de berg Latmos in Carië als jager of herder; volgens anderen had hij Aëthlios, koning van Elis, tot vader, en was hij door de godin uit zijn geboorteland naar Carië weggevoerd. 
Als Selene in haar zilveren wagen 's nachts de grenzen van Carië bereikte, stapte zij af en ging naar de Latmos om de op zijn eenzaam leger gerust sluimerende jongeling te kussen, die alleen door zijn trouwe honden bewaakt werd. Ook deze wachters deed Eros, die gewend was de minnende godin met brandende fakkels te vergezellen, bij haar aankomst inslapen. Zwijgend naderde Selene dan de beminde, beschouwde hem in zalige verrukking, en drukte eindelijk bij het afscheid nemen een kuise kus op zijn lippen zonder hem te wekken. Endymion evenwel, die in zijn sluimering de hoogste zaligheid smaakte, smeekte zijn (vermeende) vader Zeus om de gunst eeuwig te mogen voortsluimeren, en daarbij een eeuwige jeugd te mogen behouden, en deze stond hem die bede toe.
Volgens anderen had hij bij Selene vijftig dochters, en wezen de Eleërs in hun land zijn graf aan. 
Een derde legende meldde, dat hij, door Zeus op de Olympos opgenomen, van liefde ontbrand was voor Hera, en dat Zeus hem tot straf daarvoor in een eeuwige slaap gedompeld had.
Endymion is de personificatie van de slaap. Zijn naam beduidt: "de zacht bekruipende". De berg Latmos is: "de berg der vergetelheid".

## Trivia
- Liesbeth List zong de Nederlandstalige versie van het nummer Counting van de Amerikaanse singer-songwriter Bob Lind. Haar versie kreeg de naam Endymion, nadat ook Marianne Faithfull Bob Lind's Counting zong.
- De Belgisch-Nederlandse selenograaf Michael van Langren gaf aan een walvlakte op het noordoostelijk quadrant van de naar de Aarde toegekeerde kant van de Maan de benaming Endymion.